# Kolder Zolder Show (Duinrell)
De Kolder Zolder Show was een voormalige animatronicsshow in het Nederlandse attractiepark Duinrell.

## Details attractie
De attractie opende in 1983 als toevoeging aan de populariteit van de Insectenshow en Kikkershow die de jaren ervoor geopend waren in het park. Het was hiermee de derde animatronicsshow in het park waar het publiek kon meezingen met de computergestuurde poppen die gemaakt werden door Hofmann Figuren. Animatronic Kees de Kraai, presenteerde de show van een nagebouwde zolder, en Frits en Mim, twee animatronics in de vorm van katten, waren de assistent-presentatoren en waren boven het decor de show te zien. Daarnaast waren er vele andere figuren te vinden op het decor, zoals onder andere pratende ragebollen, muizen en oude spullen aanwezig in de Kolder Zolder Show. De show duurde ongeveer 25 minuten. De attractie sloot zijn deuren in 1998 omdat er steeds meer technische storingen zich voordeden. De attractie werd datzelfde jaar gesloopt.

## Trivia
Er is een langspeelplaat van de Kolder Zolder Show uitgegeven.
In 2011 kwam Duinrell met “Kolder Zolder Show 2.0.” Deze show had ook een zolder as decor, maar was een show met twee acteurs en een pop die een afstammeling zou zijn van Kees de Kraai.
Afbeeldingen · Lijst van attracties